# ヨシトミヤスオ
ヨシトミ ヤスオ（本名：吉富 康夫、1938年4月30日 - 2018年11月22日）は、日本の漫画家、絵本作家。

## 経歴
京都府京都市出身。京都市立美術大学デザイン科〔1963年〕卒業。同年、日本写真印刷株式会社に入社する。
動物が主人公の風刺漫画で知られる。1972年「動物マンガ百科」で第1回日本漫画家協会賞大賞を受賞。
1968年の京都精華大学短期大学開校時から教員を務める。文部省に大学教育で漫画を学ぶ必要性を説得、1973年京都精華大学に日本初の漫画クラスが開設される。
1977年から同大美術学部教授。2006年同大のマンガ学部設立に尽力し、副学長などを歴任した。京都精華大学マンガ学部名誉教授。
国際公募の京都国際マンガ展(1991年～2011年)を創設して、各国の漫画家でつくる京都国際漫画会議議長を務めるなど、国内外の漫画文化発展にも携わった。2000年にはハノーヴァー万国博覧会で選考委員。
2009年、37年ぶりに「動物マンガ百科」の続編となる「新・動物マンガ百科」を出版した。

## 受賞
- 1972年 日本漫画家協会賞大賞(第1回)「動物マンガ百科」
- 1992年 京都市芸術功労賞[1]

## 著書
- わがマンガ学講座 ヨシトミヤスオ 著 翠楊社 1972
- ねんねのほん ヨシトミヤスオ さく 偕成社 1978
- びーびぃびーび ヨシトミヤスオ さく 偕成社 1978
- もやもやなーに ヨシトミヤスオ さく 偕成社 1978
- マンガ漫画の魅力 ヨシトミヤスオ 著 清山社 1978 (マンガの魅力・漫画館シリーズ)
- ぼく図工0点や ヨシトミヤスオ 作絵 偕成社 1981
- ちゃんと作文かかんか! ヨシトミヤスオ 作・絵 偕成社 1982 (0点シリーズ)
- 日本人と欧米人 : イラスト版・和英対訳 飛岡健 文,ヨシトミヤスオ 絵 PHP研究所 1983 (PHP books)
- パーセント : データで描く日本人のイメージ 淡交社編集局 編,ヨシトミヤスオ 絵 淡交社 1989
- マンガで世界が見えてくる : 京都国際マンガ展から ヨシトミヤスオ 編 淡交社 1991
- ねんねのほん ヨシトミヤスオ さく 偕成社 1992
- びーびぃびーび ヨシトミヤスオ さく 偕成社 1992
- もやもやなーに ヨシトミヤスオ さく 偕成社 1992
- 朝鮮戦争スケッチ キム・ソンファン 画,ヨシトミヤスオ 監修,チョン・インキョン 訳編 草の根出版会 2007
- 新・動物マンガ百科 ヨシトミヤスオ 著 PHP研究所 2009